# Baby Olds
La Baby Olds è un'autovettura compact prodotta dall'Oldsmobile dal 1914 al 1915. Si posizionò alla base dell'offerta della casa automobilistica statunitense per competere in una fascia di mercato che era stata trascurata dal modello antenato, la Curved Dash. Era anche denominata Serie 42.

## Storia
La vettura era equipaggiata con un motore a valvole laterali e quattro cilindri in linea da 3.156 cm³ di cilindrata che erogava 20 CV di potenza. Il propulsore era anteriore, mentre la trazione era posteriore. Il moto alle ruote posteriori era trasmesso tramite un albero di trasmissione. Il cambio era a quattro rapporti. I freni erano meccanici a tamburo e agivano sulle ruote posteriori. La frizione era a cono metallico. Le ruote erano a raggi in legno. Originariamente la vettura fu disponibile con un solo tipo di carrozzeria, torpedo quattro porte.
Nel 1915 fu aggiunta all'offerta la versione roadster due porte. Nell'occasione il motore fu aggiornato. Ora aveva una cilindrata di 3.182 cm³ ed erogava una potenza di 30 CV.
Nel 1914 gli esemplari prodotti furono 500, mentre l'anno successivo i volumi produttivi si attestarono a 1.319 unità.